# 华谊兄弟
華誼兄弟傳媒股份有限公司（英文：Huayi Brothers Media Corporation，簡稱華誼兄弟傳媒集團，深交所：300027），是中國大陸一家知名綜合性娛樂集團，由王中軍、王中磊兄弟在1994年創立。刚開始時是由投資馮小剛、姜文的電影而進入電影行業，尤其是每年投資馮小剛导演的賀歲片而聲名鵲起，隨後全面投入傳媒產業，投資及運營電影、電視劇、藝人經紀、唱片、娛樂營銷等領域，在這些領域都取得了不錯的成績，並且在2005年成立華誼兄弟傳媒集團。2009年10月30日，正式登陆深圳创业板。

## 历史
2008年華誼兄弟併購經紀公司中乾龍德和影視公司金澤太和後，實力進一步增強。華誼兄弟在中國的主要競爭對手有博纳影业、中影集团、海潤、橙天娛樂等公司。
華誼兄弟傳媒旗下有華誼兄弟時代文化經紀有限公司、華誼兄弟影業投資有限公司、華誼兄弟電視節目事業有限公司、華誼兄弟音樂有限公司、華誼兄弟廣告有限公司、華誼兄弟國際發行有限公司、华谊视觉传媒广告有限公司、华谊兄弟影院投资有限公司、华谊兄弟时尚文化传媒有限公司等。
2009年10月30日，华谊兄弟正式登陆深圳证券交易所创业板（股票代码深交所：300027）。
2011年5月，腾讯对华谊兄弟进行4.5亿元投资，并持有了华谊兄弟4.6%的股份。
2011年6月，华谊兄弟宣布其全资子公司华谊国际与美国传奇影业公司等公司合资公司传奇东方公司，新公司专注英文电影的制作。
2012年3月15日，now TV與華誼兄弟、安樂影片、及陳可辛的「我們製作」合作，共同籌組的now爆谷台（133頻道）於香港啟播。
2013年7月24日華誼兄弟以股權加現金方式向劉長菊、摩奇創意和騰訊計算機收購內地知名手機遊戲開發和運營商銀漢科技50.88%股權，資產估值為6.7161億元（人民幣，下同），華誼兄弟以股權加現金的方式支付。
2014年6月6日-8日，华谊兄弟在海口举办“华谊20年精彩不止所见”主题生日盛典，庆祝公司成立二十周年。
2015年7月，华谊兄弟在2015MIIC大会上宣布将分拆新媒体板块，成立独立互联网娱乐公司并独立上市。
2015年11月，华谊兄弟高價收購了一批明星持股的公司，以10.5億元人民幣的價格收購了馮小剛的東陽美拉70%股權，那時東陽美拉僅成立2個月，資產總額僅為1.36萬元，負債總額為1.91萬元，但估值卻高達15億元。同年10月，華誼兄弟宣布以7.56億元收購浙江東陽浩瀚影視娛樂有限公司（簡稱「浩瀚影視」）70%的股權，令這家成立僅一天的公司估值一舉超過10億元。
2018年，受到崔永元引爆的「阴阳合约事件」和一系列「自查自糾」補稅、資本撤退等影响，中国影視行業損失慘重。其中，華誼兄弟損失最為慘重，业绩亏损高达12亿人民币，自2009年上市以来首次亏损。2018年至2020年，华谊兄弟分别亏损11.69亿元，39.78亿元、10.48亿元，三年合计亏损61.95亿元。公司这三年的营收同比分别下降3.34%、41.18%及33.14%。王中磊和王中军为了偿还债务，也在不断的变卖个人资产。
2022年6月，由於王中军、王中磊被指持股比例減少時未按规定停止买卖華誼兄弟公司股份并及时履行报告、公告义务，直至2021年12月22日才披露权益变动报告书，於是浙江证监局发布《关于对王忠军、王忠磊采取出具警示函措施的决定》。
南都记者统计自2018年以来A股上市影视公司的业绩后发现，近五年来，只有华谊兄弟连亏，截至2022年第三季度，其扣非净利润已累计亏损达75亿元。

## 華誼兄弟時代文化經紀有限公司
華誼兄弟時代文化經紀有限公司是一家專業的文化經紀公司，公司創建於2000年，是中國資深的經紀公司之一。公司是在2000年並購金牌經紀人王京花所擁有經紀公司的基礎上成立。
华谊兄弟时代文化经纪有限公司主要从事艺员影视剧拍摄、广告代言、形象包装、演出、法律咨询等工作。自成立至今，公司已签约过近百位艺人，如今拥有包括周迅、李冰冰、林心如、徐若暄、黄晓明、苏有朋在内的50多位红星。
2005年，金牌經紀人王京花帶領一些藝人跳槽橙天娛樂，令華誼兄弟經紀公司實力大受影響，但其後實力恢復。在2008年併購中乾龍德後實力更加雄厚。

## 華誼兄弟影業投資有限公司
華誼兄弟影業投資有限公司是新中國最早進行商業化電影製作的民營電影公司之一，並且創造多個票房奇跡。而且多次在國際、國內電影獎項上獲獎。华谊兄弟自2011年起启动的“H计划”（“HIGH HOPE”）一同时间会公布多位导演拍摄的多部新片计划，每季横跨两年，因此每一季第二年的片单会和下一季第一年的片单有部分重合。2014年5月推出的第四季横跨2014-2015年，有26位导演和监制的32部新作，第四季整体票房目标是100亿人民币。
1998年
- 《沒完沒了》（馮小剛導演，葛優、吳倩蓮、傅彪主演，2000年賀歲片）
- 《荊軻刺秦王》（陳凱歌導演，鞏俐、張豐毅、李雪健、王志文主演）

1999年
- 《鬼子來了》（姜文導演並主演）
- 《我的1919》（黃健中導演，陳道明、許晴主演）

### 2000年代
2000年
- 《夏日暖洋洋》（寧瀛導演的新城市電影）
- 《一聲嘆息》（馮小剛導演，張國立、徐帆、劉蓓、傅彪主演）

2001年
- 《刮痧》（鄭曉龍導演，梁家輝、蔣雯麗、朱旭主演）
- 《防守反擊》（梁天導演，曾志偉、李成儒主演）
- 《流星雨》（張之亮導演，張國榮、狄龍、吳嘉麗、琦琦主演）
- 《尋槍》（陸川導演，姜文、寧靜主演）
- 《手足情》（鍾澍佳導演，張智霖、蘇有朋、范冰冰、湯鎮業主演）
- 《天地英雄》（何平導演，姜文、趙薇、中井貴一主演）

2002年
- 《大腕》（馮小剛導演，葛優、英達、關之琳、薩瑟蘭主演）
- 《卡拉是條狗》（路學長導演，葛優、丁嘉麗主演）
- 《我心飛翔》（高曉松導演，陳道明、李小璐、鄭軍主演）

2003年
- 《手機》（馮小剛導演，葛優、徐帆主演）

2004年
- 《天下無賊》（馮小剛導演，劉德華、劉若英、葛優、李冰冰主演）
- 《可可西里》（陸川導演）
- 《功夫》（周星馳編劇、導演、主演）

2005年
- 《短信一月追》（阿甘導演，古巨基、張韶涵、任泉主演）
- 《情癲大聖》（劉鎮偉導演，謝霆鋒、蔡卓妍、范冰冰主演）

2006年
- 《夜宴》（馮小剛導演，章子怡、吳彥祖、葛優、周迅、黃曉明主演）
- 《寶貝計劃》（陳木勝導演，成龍、古天樂、許冠文、高圓圓主演）
- 《雞犬不寧》（陳大明導演，李易祥、徐帆、小香玉主演）
- 《墨攻》（張之亮導演，劉德華、范冰冰、安圣基、吳奇隆、王志文主演）

2007年
- 《心中有鬼》（滕華弢導演，黎明、劉若英、范冰冰主演）
- 《集結號》（馮小剛導演，張涵予、廖凡、王寶強、鄧超、李乃文、任泉、湯嬿主演）

2008年
- 《功夫之王》（羅伯·民可夫導演，成龍、李連杰、劉亦菲、李冰冰、邁克·安哥拉諾主演）
- 《李米的猜想》（曹保平導演，周迅、鄧超、王寶強、張涵予主演）
- 《非誠勿擾》（馮小剛導演，葛優、舒淇、徐若瑄、方中信、胡可、范偉主演）

2009年
- 《游龍戲鳳》（劉偉強導演，劉德華、舒淇、張涵予、何韻詩主演）
- 《拉贝日记 》（佛罗瑞·加仑伯格導演，乌尔里奇-图库尔、丹尼尔-布鲁赫、张静初、香川照之主演）
- 《追影》（吴镇宇、麦子善導演，吴镇宇、吴佩慈、房祖名、谢娜、党淏瀚主演）
- 《风声》（高群书、陈国富導演，周迅、李冰冰、张涵予、王志文、苏有朋、黄晓明、英达、段奕宏、倪大宏、朱旭、刘威葳、张一白、石兆琪、吴刚、邓家佳、刘芸、爱戴主演）

### 2010年代
2010年
- 《全城热恋》（夏永康、陈国辉導演，张学友、吴彦祖、谢霆锋、徐若瑄、刘若英、大S、段奕宏、井柏然、付辛博、Angelababy、诗雅主演）
- 《谍海风云》（米凯尔·哈弗斯特罗姆導演，约翰·库萨克、巩俐、周润发、渡边谦主演）（负责中国大陆的发行）
- 《唐山大地震》（冯小刚導演，徐帆、陈道明、张静初、陆毅、李晨、张国强主演）
- 《歌舞青春》中文版 （陈士争導演，张峻宁、马梓涵、袁成杰、顾璇、刘晏辰、林琪主演， 孙楠、郭德纲友情客串）
- 《狄仁杰之通天帝国》 （徐克導演，刘德华、李冰冰、刘嘉玲、梁家辉、邓超、吴耀汉、泰迪罗宾、姚鲁主演）
- 《非誠勿擾2》（馮小剛導演，葛優、舒淇、孙红雷、姚晨、安以轩、廖凡等主演）

2011年
- 《新少林寺》（陈木胜导演，刘德华、成龙、谢霆锋、范冰冰、吴京、余少群主演）
- 《老夫子之小水虎传奇》（福富博导演，邓超、刘金山、冯绍峰、李晨、蔡康永、张峻宁、党淏瀚、沙溢、车晓、巩新亮、萧亚轩、张涵予、霍思燕等配音）
- 《雪花秘扇》（王颖导演，李冰冰、全智贤、邬君梅、休·杰克曼等主演）（负责中国大陆的发行）
- 《全球热恋》（夏永康、陳國輝導演，郭富城、劉若英、陳奕迅、桂綸鎂、井柏然、Angelababy）
- 《星空》（林书宇导演，徐娇、林晖闵、刘若英、桂纶镁、庾澄庆主演）
- 《开心魔法》（叶伟信导演，古天乐、吴尊、吴京、闫妮、松明、吴千语主演）

2012年
- 《爱》（鈕承澤导演，趙薇、舒淇、阮經天、趙又廷、彭于晏、陳意涵、郭采潔、鈕承澤主演）
- 《逆战》（林贤超导演，周杰伦、谢霆锋、林鹏、白冰、廖启智、金燕玲、安志杰、张然主演）
- 《画皮II》（烏爾善导演，趙薇、周迅、陳坤、費翔、楊冪、馮紹峰、陳廷嘉主演）
- 《太极1从零开始》（冯德伦导演，袁晓超、Angelababy、梁家辉、冯绍峰、彭于晏主演）
- 《太极2英雄崛起》（冯德伦导演，袁晓超、Angelababy、梁家辉、冯绍峰、彭于晏主演）
- 《一九四二》（冯小刚导演，张国立、陈道明、李雪健、张涵予、范伟、冯远征、徐帆、阿德里安·布洛迪、蒂姆·罗宾斯主演）
- 《十二生肖》（成龙导演，成龙、姚星彤、权相佑、肯尼·基、張藍心、廖凡主演）

2013年
- 《西游·降魔篇》（周星驰導演，黄渤、文章、舒淇、周秀娜、罗志祥主演）
- 《忠烈杨家将》（于仁泰导演，郑少秋、徐帆、郑伊健、周渝民、于波、李晨、林峰、吴尊、付辛博、安以轩主演）
- 《大明猩》（与韩国合拍的3D棒球运动片）
- 《狄仁杰之神都龙王》（徐克導演，劉嘉玲、Angelababy、馮紹峰、趙又廷、林更新主演）
- 《私人订制》（馮小剛導演，葛優主演）

2014年
- 《喜羊羊与灰太狼之大电影6-飞马奇遇记》（郑恺配音）
- 《撒嬌女人最好命》（彭浩翔导演，周迅、黄晓明主演）

2015年
- 《失孤》(彭三源导演，刘德华、井柏然主演)
- 《寻龙诀》（乌尔善导演，陈坤、黄渤、舒淇主演）
- 《老炮儿》（管虎导演，冯小刚、李易峰、张涵予主演）

2016年
- 《微微一笑很倾城》

2017年
- 《英伦对决》（马丁·坎贝尔执导，成龙、皮尔斯·布鲁斯南、刘涛和梁佩诗主演）
- 《芳华》（冯小刚导演，黄轩、苗苗、锺楚曦主演）

2018年
- 《狄仁杰之四大天王》（徐克導演，赵又廷、冯绍峰、林更新、阮经天、马思纯和刘嘉玲主演）

2019年
- 《只有芸知道》（冯小刚执导，黄轩、杨采钰、徐帆和莉迪亚·佩克汉姆（Lydia Peckham）主演）

### 2020年代
2020年
- 《八佰》（管虎执导，黄志忠、张俊一、欧豪、姜武、张译、王千源、杜淳、张承、张宥浩、魏晨、李晨、余皑磊、俞灏明、郑恺等出演）

2021年
- 《侍神令》（李蔚然执导，陈坤、周迅和陈伟霆主演）
- 《铁道英雄》（杨枫导演，张涵予、范伟主演）

2023年
- 《前任4：英年早婚》（田羽生导演，韩庚、郑恺、于文文、刘雅瑟、曾梦雪主演）

## 華誼兄弟電視節目事業有限公司
華誼兄弟電視節目事業有限公司（前身為華誼兄弟娛樂投資有限公司）是華誼兄弟旗下主要生產電視節目公司，華誼兄弟電視節目事業有限公司旗下共有十二個公司，主要是製片人負責製作，年產電視劇500集左右:
- 華誼兄弟電視節目事業有限公司製作和發行部門－－－－－－負責人：葛卫东
- 華誼兄弟天意影視有限公司－－－－－－負責人：吴毅
- 張紀中工作室（2006年成立）－－－－－－ 負責人： 张纪中
- 李波工作室－－－－－－負責人：李波
- 周冰冰工作室－－－－－－負責人：周冰冰
- 王芳工作室－－－－－－負責人：王芳
- 金澤工作室－－－－－－負責人：总经理/总监制/总制片人 杨善朴
- 陳劍飛工作室－－－－－－負責人： 陈剑飞
- 郝琳工作室[15]－－－－－－負責人：郝琳
- 华谊天奇工作室[16]－－－－－－負責人：庄立奇
- 石钟山工作室－－－－－－負責人/编剧：石钟山
- 张海东工作室－－－－－－負責人/制片人：张海东[17]

### 主要作品
- 《望族》
- 《爱你所以离开你》
- 《士兵突击》
- 《少年杨家将》
- 《大院子女》
- 《艰难爱情》
- 《功勋》
- 《恋爱兵法》
- 《末路天堂》
- 《危情24小时》
- 《醋溜族》
- 《夜半歌声》
- 《嘉庆皇帝》
- 《罪证》
- 《非你不可》
- 《太阳背面》
- 《天一生水》
- 《铁拳浪子》
- 《月牙儿与阳光》
- 2008《鹿鼎記》
- 2009《蜗居》
- 2009《烽火影人》
- 2009《人间情缘》
- 2009《身份的證明》
- 2009《倚天屠龙记》
- 2009《故梦》
- 2009《黑玫瑰》
- 2009《最后的99天》
- 2009《我的团长我的团》
- 2009《兵圣》
- 2010《奠基者》
- 2010《谍变1939》
- 2010《南下南下》
- 2010《英雄荣耀》(合拍剧)
- 2010《风声传奇》
- 2010《追捕》
- 2010《梦想光荣1942》
- 2010《青春期撞上更年期》
- 2010《我的孩子我的家》
- 2010《烟雨斜阳》
- 2010《拯救女兵司徒慧》
- 2010《复婚》
- 2011《理发师》
- 2011《大时代》
- 2011《远去的飞鹰》
- 2011《圣天门口》
- 2011《人到四十》
- 2011《中国远征军》
- 2011《延安爱情》(合拍剧)
- 2011《生死归途》
- 2011《大丽家的往事》
- 2012《你是我爱人》
- 2012《夫妻那些事》
- 2012《黎明绝杀》
- 2012《最后一枪》
- 2012《蝴蝶行动》
- 2012《川西剿匪记》
- 2012《连环套》
- 2012《追逃》
- 2012《幻变精灵之蛋糕甜心》
- 2012《战火情缘》
- 2013《生死兄弟之钢魂》
- 2013《石光荣和他的儿女们》
- 2013《踮起脚尖吻到爱》
- 2013《我们的生活比蜜甜》
- 2013《唐山大地震》
- 2013《我们的生活比蜜甜》
- 2013《孩奴》
- 2013《无贼》
- 2014《我的儿子是奇葩》
- 2014《秀秀的男人》
- 2015《小爸妈》
- 2015《卧底》
- 2016《还是夫妻》
- 2016《五鼠闹东京》
- 待播《烽火长城》
- 待播《青春之花，爱的守则》
- 待播《就是爱你》
- 待播《好久不见》(耀客文化合作)

## 華誼兄弟音樂有限公司
華誼兄弟音樂有限公司是2004年華誼兄弟兼併戰國音樂公司基礎上成立的一家音樂公司，2005年，华友世纪战略性投资3,500万元并控股51%，华谊兄弟控股49%。2010年，华谊兄弟收购华友世纪所持有华谊音乐51%股权，总经理為袁濤，旗下歌手有：
| 男歌手   | 男歌手 | 男歌手 |        |
| -------- | ------ | ------ | ------ |
| 劉明輝   | 張佑赫 | 沈元   |        |
| 王宇良   | 可澤   | 陳俊彤 | 郑锐彬 |
| 夏玄     |        |        |        |
| 女歌手   |        |        |        |
| 鞏新亮   | 何潔   | 李慧珍 |        |
| 姚晨     | 尚雯婕 | 白若溪 |        |
| 組合     |        |        |        |
| 牛奶咖啡 | 果味VC |        |        |

### 已解約歌手
- 張靚穎（2009年已經无续约，成立少城時代[20]，同年6月加入環球唱片）
- 黄征（2009年已經轉約到太合麥田[21]）
- 謝娜（2009年已經轉約到乐华娱乐）
- 楊坤（2009年已經成立并跳槽自己公司朝代传媒）
- BoBo組合 (2010年已解散，唱片約已滿無續約，同年9月井柏然與種子音樂簽約，隔年3月付辛博則和金牌大風簽約)
- 羽泉（2009年解約自立巨匠文化）
- 叢浩楠（2012年解約轉至廣州粵亮信息科技有限公司）
- 姚貝娜（2015年因乳腺癌逝世）
- 陳楚生
- 本兮（2016年逝世）
- 謝安琪（2017年解約）

## 华谊兄弟影院投资有限公司
華誼兄弟影院投資有限公司是2010年成立，專註於影院投資與管理，截至目前，華誼兄弟已經相繼完成全國15家影院的布局，主要分布在北京、重慶、上海、合肥、沈陽、深圳、哈爾濱、武漢、無錫、鹹寧等城市。

## 华谊兄弟时尚文化传媒有限公司
华谊兄弟时尚是在2011年上海电影节上宣布成立，现在主要以超模经纪业务为主。负责人為赵磊，目前华谊兄弟持有华谊时尚60%的股权，而赵磊持有40%的股权，旗下模特有：
- 秦舒培
- 奚梦瑶
- Lisa S.
- Ana R.
- 林嘉绮
- 何穗
- 董又霖等

## 獎項
- 2016年 第19届华鼎奖 中国百强电视剧最佳制作机构

## 外部連結
- 華誼兄弟（页面存档备份，存于）
- 华谊兄弟的新浪微博
- 华谊兄弟电视剧的新浪微博
- 华谊音乐的新浪微博
- HBC華誼兄弟影院的新浪微博
- 華誼兄弟時代文化經紀有限公司
- 华谊兄弟影院投资有限公司（页面存档备份，存于）

Template:中国唱片公司